# Szalay-Berzeviczy András
Szalay-Berzeviczy András, (Constantine, Algéria, 1975. február 8. –)[forrás?] nemzetközi kapcsolatok és európai uniós szakértő, a TranzPress nemzetközi médiafigyelő és -elemző vállalat ügyvezető tulajdonosa, a Magyar Innovációs Szövetség (MISZ) és a Fédération Internationale des Bureaux d’Extraits de Presse (FIBEP) magyar tagja.

## Tanulmányai
Általános iskolai tanulmányait Kuvaitban és Tatabányán, középfokú tanulmányait a pécsi Apáczai Csere János Kéttannyelvű Gimnáziumban, felsőfokú tanulmányait pedig az Eötvös Loránd Tudományegyetem Bölcsészettudományi Karán végezte (ELTE BTK Angol–Amerikai Intézet). 2001-ben szerzett angol nyelv és irodalom szakos diplomát, majd 2003-ban kapott posztgraduális diplomát az ELTE BTK Társadalomtudományi Kar Európa és Nemzetközi Tanulmányok szakán (BA).  2006-ban az ELTE Fordító és Tolmácsképző Karán Társadalomtudományi Szakfordító oklevelet szerzett. Jelenleg a Milton Friedman Nemzetközi és Politikatudományi Tanszékének Nemzetközi Tanulmányok mesterképzés levelező szakos hallgatója.  Angolul felsőfokon, németül középfokon beszél.

## Szakmai pályafutása
2005-ben megalapította vállalkozását, a TranzPress – Language and Media Intelligence-t. A vállalatnak két üzletága van. A fordítóirodai üzletág szakfordítási, lokalizációs, terminológia-menedzsment és fordítástechnológiai megoldásait elsősorban a nyugat-európai, azon belül is a DACH régióra fókuszálja. Az ISO 9001:2015 és ISO 17 100:2015 minőségbiztosításokkal rendelkező  TranzPress a németországi SAP SE auditált nyelvi beszállítója. A cég 2010-ben indította el személyre szabható nemzetközi médiafigyelő és -elemző üzletágát egy saját, felhőalapú alkalmazás, a PressMonitor kifejlesztésével. A szoftver integrált mesterséges intelligencia megoldások segítségével OSINT (Open Source Intelligence), azaz a nyílt forrásokban fellelhető, idegen nyelvű információk és adatok szűrésében, értelmezésében nyújt segítséget. Cége időnként saját gondozásban ad ki egy-egy, a magyar könyvpiacon hiánypótlónak minősíthető - média vagy politikai tematikájú - könyvet.

## Családja
Házas, egy lány- és egy fiúgyermek édesapja. A nemesi származású kéméndi Szalay-család leszármazottja. A Szalay és Berzeviczy név két történelmi, magyar család találkozását jelzi. A felvidéki eredetű Berzeviczy és a Vas-megyei Szalay-család számos országgyűlési képviselőt és egy minisztert adott az országnak. Felmenői között olyan művészek és politikusok vannak, mint Szinyei Merse Pál, Trefort Ágoston és Szalay László. Ükapja, Berzeviczy Albert az országgyűlés elnöke, az első Tisza István-kormány kultuszminisztere, a Magyar Tudományos Akadémia elnöke. Édesapja, Szalay-Berzeviczy Gábor 1990 és 2006 között országgyűlési képviselő volt. Bátyja Szalay-Berzeviczy Attila közgazdász, a Budapesti Értéktőzsde elnöke volt 2004 és 2008 között.

## Szerkesztett kötetek
- Címlapon Magyarország - Hazánk története a nyugati sajtó tükrében 1848 - 2020 (TranzPress Kiadó, Budapest, 2021)
- Anglea Merkel életrajza (TranzPress Kiadó, Budapest, 2014)
- A Wikileaks-sztori (TranzPress Kiadó, Budapest, 2013)
- A Virgin-sztori - Richard Branson életrajza (TranzPress Kiadó, Budapest, 2012)